# Yahapé
Yahapé (en guaraní: Jahape) es una localidad argentina, ubicada en el departamento Berón de Astrada de la provincia de Corrientes.
Depende administrativamente del municipio de San Antonio de Itatí, de cuyo centro urbano dista unos 36 kilómetros. 
Se halla sobre la margen izquierda del río Paraná. Su principal motor turístico es la pesca.

## Toponimia
Yahapé es la castellanización de la palabra guaraní Jahape, la cual es un tipo de gramínea.

## Vías de comunicación
El poblado se encuentra a 4 kilómetros al norte del acceso por Ruta Nacional 12. Limita al sureste con San Antonio de Itatí (cabecera del departamento Berón de Astrada); al este con Itá Ibaté; al oeste con Itatí y al norte con la localidad de Cerrito, del vecino país del Paraguay.
Dista a 130 kilómetros de Ciudad de Corrientes.

## Infraestructura
Cuenta con una escuela primaria y una secundaria y dos centros de salud.

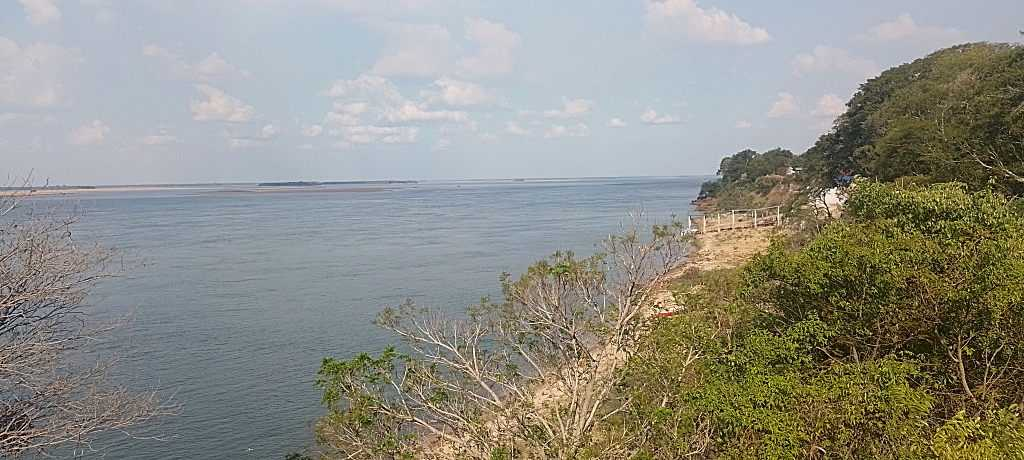
Vista a la costa de Yahapé

Yahapé atrae por su importante actividad pesquera, con especies como el dorado, surubí, manguruyú, pacú, boga, y chafalote. Además, cuenta con una infraestructura en alojamientos que incluye hotelería y camping para los aficionados.

## Población

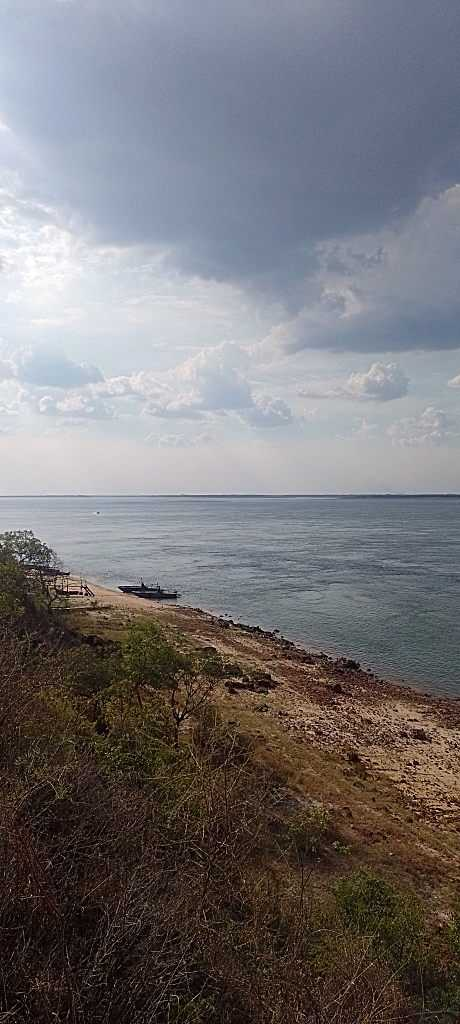
Una de las playas de Yahapé, empedradas en su mayoría

Cuenta con 462 habitantes (Indec, 2010), lo que representa un incremento del 124% frente a los 206 habitantes (Indec, 2001) del censo anterior.
| Gráfica de evolución demográfica de Yahapé entre 1991 y 2010 |
|                                                              |
| Fuente: censos nacionales del INDEC                          |